# 21413 Albertsao
21413 Albertsao è un asteroide della fascia principale. Scoperto nel 1998, presenta un'orbita caratterizzata da un semiasse maggiore pari a 2,2589999 UA e da un'eccentricità di 0,1149320, inclinata di 3,13835° rispetto all'eclittica.